# Шурыгин, Дорофей Яковлевич
Дорофей Яковлевич Шурыгин (18 июня 1923, Унэгэтэй — 20 июля 1982, Ленинград) — советский учёный-медик, терапевт и гематолог, организатор здравоохранения и медицинской науки, доктор медицинских наук (1962), профессор (1965), генерал-майор медицинской службы (1975). Заслуженный деятель науки РСФСР (1975).

## Биография
Родился 18 июня 1923 года в селе Унэгэтэй Заиграевского района Бурят-Монгольской АССР.
С 1939 по 1944 год обучался на военном факультете Второго Московского государственного института, который окончил с отличием. С 1944 по 1945 год — участник Великой Отечественной войны в составе 22-го армейского истребительно-противотанкового полка 69-й армии, в звании капитана медицинской службы и в должности старшего военного врача полка. Воевал на 4-м Украинском и 1-м Белорусском фронтах, дважды был ранен в боях. За участие в войне и проявленные при этом мужество и героизм был награждён орденами Красной Звезды и Отечественной войны I и II степеней.
С 1945 по 1947 год — военный врач-специалист Ивановской авиационной школы ВВС РККА. С 1947 по 1950 год обучался в адъюнктуре по кафедре факультетской терапии Военно-медицинской академии имени С. М. Кирова. С 1950 по 1969 год — преподаватель, старший преподаватель и заместитель начальника факультетской терапии. С 1969 по 1972 год — начальник кафедры факультетской терапии, с 1972 по 1981 год — начальник кафедры терапии и усовершенствования врачей Военно-медицинской академии имени С. М. Кирова.
В 1950 году присвоена учёная степень кандидата медицинских наук, а в 1962 году — доктора медицинских наук (диссертацию на тему «Изменения эндокринной системы при лейкозах и лимфогранулематозе»). В 1965 году присвоено учёное звание профессора. В 1975 году Постановлением Совета Министров СССР присвоено воинское звание генерал-майора медицинской службы.
В 1975 году Указом Президиума Верховного Совета РСФСР «за выдающиеся заслуги в научной и педагогической деятельности» присвоено почётное звание «Заслуженный деятель науки РСФСР».
Является основателем научной школы военной эндокринологии. Основная педагогическая и научно-методическая деятельность была связана с вопросами в области гематологии и эндокринологии, он занимался исследованиями в области разработки новых методик морфологического и функционального исследования желудка, а также разработкой и внедрением информационно-диагностических систем для автоматического анализа электрокардиографии. Являлся участником Всесоюзных и Всероссийских съездов терапевтов и эндокринологов, был участником международных конгрессов эндокринологов в Швеции, Мексике и Дании. Является автором более 200 научных трудов, в том числе четырёх монографий, при его участии и под его руководством было подготовлено 25 кандидатских и 11 докторских диссертаций.
Скончался 20 июля 1982 года в Ленинграде, похоронен на Богословском кладбище.

## Основные труды
- Клиническая эндокринология / Д. Я. Шурыгин, С. Е. Попов. — Л.: Воен.-мед. ордена Ленина акад. им. С. М. Кирова, 1964 г. — 217 с.
- Эндокринная система при лейкозах и лимфогранулематозе. — Л.: Медицина. Ленингр. отд-ние, 1966 г. — 235 с.
- Физиология и патология гемостаза / Д. Я. Шурыгин, Р. К. Калуженко; Воен.-мед. Краснознам. акад. им. С. М. Кирова. — Л., 1974. — 151 с.
- Неотложная терапия / Д. Я. Шурыгин, Н. С. Петров, П. В. Пилюшин; Воен.-мед. Краснознам. акад. им. С. М. Кирова. — Л., 1974. — 144 с.
- Ожирение / Д. Я. Шурыгин, П. О. Вязицкий, К. А. Сидоров. — Л.: Медицина. Ленингр. отд-ние, 1975. — 237 с.
- Автоматический анализ электрокардиограмм / Л. В. Чирейкин, Д. Я. Шурыгин, В. К. Лабутин. — Л.: Медицина. Ленингр. отд-ние, 1977. — 248 с.
- Организация и объем неотложной кардиологической помощи в медицинских подразделениях, частях и военно-лечебных учреждениях: Учеб. пособие для слушателей 1 фак. / Д. Я. Шурыгин, Л. В. Чирейкин. — Л.: ВМедА, 1983. — 102 с.

Могила Шурыгина на Богословском кладбище Санкт-Петербурга.

## Награды
- Орден Отечественной войны I и II степени (13.06.1945, 24.03.1945)
- Орден Красной Звезды (05.07.1944)
- Две Медали «За боевые заслуги» (в т.ч. 20.04.1953)
- Медаль «За оборону Ленинграда» (24.02.1945)

### Звания
- Заслуженный деятель науки РСФСР (1975)